# Shenyi
El Shen-i fue un traje masculino típico chino que constaba de dos partes. Era un conjunto con parte superior (la prenda) y parte inferior (la falda) como una ropa completa, así que no iba separado.

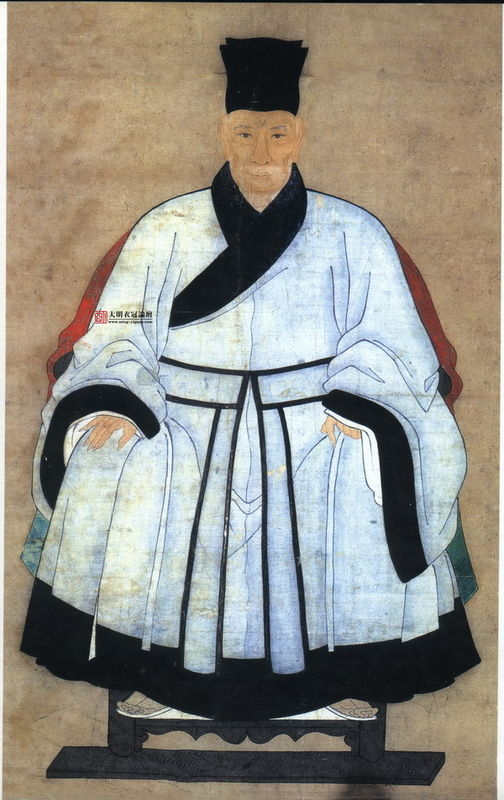
Shenyi (深衣) - antigua vestimenta formal para hombres.

Era principalmente el traje asociado a la vestimenta formal durante la dinastía Ming y también era muy usado, (casi de uso común), por los funcionarios gubernamentales, y por los eruditos. Sus partes eran parecidas a las del Pien-fu aunque este tenía las mangas más pequeñas y era menos grueso, pero tanto el Pien-fu como el Shenyi, era abiertos, con cortes profundos y cubrían generosamente el cuerpo. La parte superior era una túnica. La inferior, era como una falda larga compuesta por doce partes cosidas. 